# Samtgemeinde Gellersen
De Samtgemeinde Gellersen is een Samtgemeinde in de Duitse deelstaat Nedersaksen. Het is een samenwerkingsverband van vier kleinere gemeenten in het westen van Landkreis Lüneburg. Het bestuur is gevestigd in Reppenstedt.

## Deelnemende gemeenten
1. Kirchgellersen
2. Reppenstedt
3. Südergellersen
4. Westergellersen